# 黒服の男
黒服の男(The Man In Black)はアメリカン・ブロードキャスティング・カンパニーのドラマシリーズ『LOST』でタイタス・ウェリヴァーによって演じられる架空の人物。日本語吹き替えは辻親八。マン・イン・ブラックとも表記される。

## 人物

### 815便墜落前
ジェイコブといっしょに島に暮らしていて、ジェイコブに殺意を抱いているが、自ら殺そうとすることはない。
モンスター（黒い霧）の本来の姿であり、ジェイコブとは二卵性双生児の兄弟で弟。兄が金髪なのに対し彼は黒髪である。
紀元前2000年〜帝政ローマ時代のある日、ラテン語公用圏の妊婦クラウディアが島への漂着翌日に彼を出産した。母クラウディアはお腹の子を双子とは思っていなかったため、名前を1人分、ジェイコブしか用意していなかった。黒服の男に命名がされたのかどうかは不明であり、劇中、人物としての彼は「あいつ」、「彼」、「あの子」などと非固有名で呼ばれるのみである。「ブラックロック号」来訪時には既に壮年の姿であった。
彼は13歳の頃から、島の外の世界に出ることを夢見ていた。しかし「光の洞穴」の先代守護者である養母からは、島を出ることも、島外出身者と接することも、固く禁じられていた。ある日、島の反対側に実母クラウディアの仲間達が村を築いている事を知った黒服の男は、養母と兄のもとを離れ、遭難者村の一員として暮らすようになる。養母から離れて以降、彼はかつて養母から目隠しをされ案内された島の心臓部「光の洞窟」を再訪しようとするものの、どうしても見つけることができなかった。
20年後。黒服の男は以前「光の洞窟」を発見できなかったが、その代わりになるものを手中にしていた。仲間の村人と共に島内各所の「金属を引き寄せる場所」（磁力の強い場所）を発見し、その地中を掘れば「光の洞窟」と同じエネルギーに出会えると考え、実際その通りになったのである。その場所は井戸の形で掘削と施設建設が行われた。そして、その井戸の底のエネルギーを利用すれば、彼が長年夢見てきた、島の外への移動が可能になるのだった。井戸の底にはエネルギーを操作する「歯車」も取り付けられる予定だった。しかし、これをよしとしない養母は村人を皆殺しにし、磁力の井戸も壊して埋めてしまった。黒服の男は怒って養母を殺し、そしてそれを怒ったジェイコブによって黒服の男も「光の洞窟」の底に放り込まれ、死んだ。死んだ彼は黒煙のモンスターと化して飛び去り、生前の肉体のみが遺体となって河原に残された。彼と養母の遺体はジェイコブによって、ある泉の傍らの岩棚にひっそりと安置された。
人ならぬ存在となった後も、黒服の男は島の外へ出たいと願い続けた。また、兄ジェイコブを憎み殺したいと考えた。しかし、島外に出られない、というルールはジェイコブが島の守護者となってからも同様であり、島を出るためにはまずジェイコブを亡き者にすることが必要であった。しかし、既に実体の無いモンスターである彼自身はジェイコブを殺せず、その意味でもジェイコブを殺す必要があった。以後、黒服の男はジェイコブを死なせるための「抜け穴」を長年探し続けることになる。
彼は島に持ち込まれた遺体の人物に化けることができる。しかし、一旦化けると、新たな遺体が持ち込まれるまで別の人物には化けられない。
黒煙の姿になると空中を自在に飛び回れるが、外洋を越えることはできないらしい。また、オーキッドの「歯車」を回すことで生じるチュニジアへの転移現象を利用して島外へ出ることもできない。このため島の外に出るには航空機や船舶を用いねばならないと同時に、「光の洞窟」のエネルギーをOFFにして外界と島内の次元を同期させ、またそれを阻む絶対障壁であるジェイコブの存在を消す必要があった。
電磁波的存在であるため、音波フェンスのマイクロ波を通過することができない。また、ジェイコブ配下の「他の者たち」が使う結界の砂を越えることもできない。

### 815便墜落後
墜落の直後、彼はクリスチャン・シェパードの姿を採ることとなり、犬のヴィンセントにジャック・シェパードを見つけるように指示した。その一方、煙のモンスターの姿では、機長をコックピットから引きずり出して惨殺し、樹冠に放置した。
後に煙のモンスターとして、ジョン・ロックとジャングルで遭遇したが、彼を傷つけたりはしなかった。ジョンはジャックに対して「わたしは島の眼を見た、それはとても美しかった」と話している。ロックはまたエコに対しても「最初にモンスターに逢った時、それは輝く美しい光だった」と語っている。
煙のモンスターは、その後に再び生存者を襲い、その時にはロックを穴に引きずっていこうとした。しかし、これはジャックとケイトの投げたダイナマイトにより阻止された。
黒い服の男は、次にエコとモンスターとして遭遇した。エコは、その時に自分の過去のフラッシュバックを見ることになった。次の瞬間、黒い服の男はエコの弟であるイェミの姿を採り、エコに対して罪を償うように要求した。エコが拒絶したため、黒い服の男は再びモンスターに戻ってエコを地面に叩きつけて殺害してしまった。
黒い服の男は、またジュリエットとケイトのもとにもモンスターとして現れた。この遭遇の時にモンスターは夥しい点滅を示していた。後にモンスターは、バラックを取り巻く音波フェンスを通り抜けられないことが判った。
娘として育てていたアレックス・ルソーをウィドモア財団の傭兵に殺されて怒り狂ったベンジャミンは、家の地下にある隠し部屋に駆け込んでヒエログリフの刻まれた古代石の扉を開けて、中のプールに漬かり黒服の男をモンスターとして呼び出し傭兵を攻撃するように命じた。
生存者たちが島を離れようとしている時、黒服の男はクレア・リトルトンに対して彼女の父のクリスチャン・シェパードの姿を採って「他のものたちがクレアの息子のアーロンを確保している」と告げた。
ロックがキャビンに入ったとき、クリスチャン・シェパードの姿の黒い服の男は、誤ってジェイコブから指示を受けていることを教えてしまった。
21世紀、彼はついにジェイコブを死なせることのできる「抜け穴」を見つける。その「抜け穴」とは、自分以外の誰かに、強制でなく自発的にジェイコブを殺害させることであった。かくして彼は、自分を島に抑えつけていたジェイコブをベンに殺害させることに成功。815便の生存者とテンプルの住民から賛同者を集めて島から出るための計画を実行に移すが、不死身の体から生身の体になり、ジャックと格闘の末、ケイトに銃で撃たれて断崖絶壁の下に落下、死亡する。